# Игнатов, Виталий Владимирович
Вита́лий Влади́мирович Игна́тов (род. 26 марта 1973) — российский легкоатлет, специалист по бегу на короткие дистанции. Выступал на профессиональном уровне в 1994—2002 годах, чемпион России в беге на 200 метров, победитель и призёр первенств всероссийского значения, участник чемпионата мира в Эдмонтоне. Представлял Москву и Брянскую область.

## Биография
Виталий Игнатов родился 26 марта 1973 года.
Первого серьёзного успеха на взрослом всероссийском уровне добился в сезоне 1994 года, когда на зимнем чемпионате России в Липецке выиграл бронзовую медаль в беге на 200 метров.
В 1997 году в той же дисциплине стал пятым на международном турнире «Русская зима» в Москве.
В 1998 году на чемпионате России в Москве одержал победу в дисциплине 200 метров и занял пятое место в дисциплине 400 метров.
На чемпионате России 1999 года в Туле показал в беге на 200 метров шестой результат.
В 2001 году в беге на 400 метров получил серебро на чемпионате России среди военнослужащих в Москве, стал седьмым на турнире «Русская зима» в Москве, взял бронзу на Кубке губернатора в Самаре и на чемпионате России в Туле, занял пятое место на Мемориале братьев Знаменских в Туле. Благодаря череде удачных выступлений вошёл в состав российской национальной сборной и выступил на чемпионате мира в Эдмонтоне — стартовал здесь в программе эстафеты 4 × 400 метров вместе с соотечественниками Русланом Мащенко, Дмитрием Головастовым и Андреем Семёновым, в итоге российская команда не смогла преодолеть предварительный квалификационный этап.
В 2002 году Игнатов выступил на чемпионате России в Чебоксарах, но в число призёров не попал и на этом завершил спортивную карьеру.